# Myljatsch
Myljatsch (ukrainisch Миляч; russisch Миляч/Miljatsch, polnisch Milacze) ist ein Dorf in der Westukraine etwa 17 Kilometer nordöstlich der Rajonshauptstadt Dubrowyzja und 122 Kilometer nördlich der ehemaligen Oblasthauptstadt Riwne am Flüsschen Tschakwa (Чаква) gelegen.

## Geschichte
Der Ort wird 1648 zum ersten Mal schriftlich erwähnt und gehörte dann bis 1793 in der Woiwodschaft Wolhynien zur Adelsrepublik Polen-Litauen. Mit den Teilungen Polens fiel der Ort an das spätere Russische Reich und lag bis zum Ende des Ersten Weltkriegs im Gouvernement Wolhynien.
Nach dem Ersten Weltkrieg kam der Ort zu Polen (in die Woiwodschaft Polesien, Powiat Stolin, Gmina Wysock), im Zweiten Weltkrieg wurde er zwischen 1939 und 1941 von der Sowjetunion besetzt. Nach dem Überfall auf die Sowjetunion im Juni 1941 wurde er dann bis 1944 von Deutschland besetzt, dies gliederte den Ort in das Reichskommissariat Ukraine in den Generalbezirk Brest-Litowsk/Wolhynien-Podolien, Kreisgebiet Stolin.
Nach dem Krieg wurde der Ort der Sowjetunion zugeschlagen. Dort kam das Dorf zur Ukrainischen SSR und seit 1991 ist sie ein Teil der heutigen Ukraine.

## Verwaltungsgliederung
Am 26. August 2015 wurde das Dorf zum Zentrum der neugegründeten Landgemeinde Myljatsch (Миляцька сільська громада/Myljazka silska hromada). Zu dieser zählen auch die 8 in der untenstehenden Tabelle aufgelistetenen Dörfer, bis dahin bildete es zusammen mit den Dörfern Bile und Luhowe die gleichnamige Landratsgemeinde Myljatsch (Миляцька сільська рада/Myljazka silska rada) im Nordosten des Rajons Dubrowyzja.
Am 17. Juli 2020 wurde der Ort Teil des Rajons Sarny.
Folgende Orte sind neben dem Hauptort Myljatsch Teil der Gemeinde:
| Name                     | Name       | Name               | Name                 | Name |
| ukrainisch transkribiert | ukrainisch | russisch           | polnisch             |      |
| ------------------------ | ---------- | ------------------ | -------------------- | ---- |
| Bile                     | Біле       | Белое (Beloje)     | Biała                |      |
| Budymlja                 | Будимля    | Будымля            | Budymle              |      |
| Chotschyn                | Хочин      | Хочин (Chotschin)  | Choczyn              |      |
| Luhowe                   | Лугове     | Луговое (Lugowoje) | Biała                |      |
| Perebrody                | Переброди  | Переброды          | Przebrody, Perebrody |      |
| Schaden                  | Жадень     | Жадень             | Żadeń                |      |
| Smorodsk                 | Смородськ  | Смородск           | Smorodzk             |      |
| Udryzk                   | Удрицьк    | Удрицк (Udrizk)    | Udryck               |      |